# Kościół św. Stanisława Kostki i św. Jerzego w Racocie
Kościół świętego Stanisława Kostki i świętego Jerzego w Racocie – rzymskokatolicki kościół parafialny należący do parafii pod tym samym wezwaniem (dekanat kościański archidiecezji poznańskiej).
Jest to świątynia zbudowana pod koniec XVIII wieku jako kaplica pałacowa przez rodzinę Jabłonowskich, dziedziców Racotu. Budowla nosi cechy stylu późnobarokowego, jest murowana, otynkowana, częściowo podpiwniczona. Powstała na planie krzyża greckiego z kolistą nawą centralną i otwierającymi się do niej płytkimi ramionami mieszczącymi: od strony wschodniej ołtarz główny, od strony zachodniej chór muzyczny, od strony południowej i północnej loże. Świątynię nakrywa dach wielopołaciowy, pokryty dachówką. We wnętrzu znajduje się jedyny ołtarz ujęty parą kolumn i dwóch półkolumn z głowicami z liści akantu. Pomiędzy kolumnami są umieszczone klasycystyczne wazony, natomiast na belkowaniu są usytuowane rzeźby aniołów. W centrum jest zawieszony obraz klęczącego św. Stanisława Kostki.